# 白云新城
白云新城位于广东省广州市白云区，范围为黄石路以南、白云大道以西、机场高速以东、北环高速以北的区域，规划总用地面积约9.22平方公里，其核心是旧白云机场的东、西跑道区域。未来规划将建成都会服务、临空产业、生态文化3个功能区，规划总人口25万，规划成为广州城市副中心。

## 经济发展

### 商业
目前，白云新城的商业发展仍处于起步培养阶段，商业建筑主要分布在齐心路以南区域。白云万达广场、5号停机坪购物广场、绿地缤纷天地、凯德广场·云尚、无限极广场等大型购物广场现已对外开业，但分布较为分散，而且仍有许多商业项目处于在建或规划阶段，形成规模仍需一段时间。

### 办公
白云新城目前已建成中国南方航空大厦、广州白云绿地中心、宏鼎大厦（宏宇云璟汇）、建华中心以及无限极广场等办公写字楼，南部地区仍有办公楼处于建设当中，但地块基本出让完毕。2019年，广州市政府对白云新城北部地区规划进行调整，定位将调整为“总部经济聚集区”，增加商业商务功能，并引入了多家企业总部。

### 酒店
白云新城同时配套有等一系列国际高端酒店。
- 广州万富希尔顿酒店
- 广州白云会议中心万豪酒店
- 广州白云会议中心福朋喜来登酒店
- 广州白云会议中心源宿酒店
- 广州鸣泉局钓鱼台酒店
- 广州鸣泉局酒店

## 公共服务

### 文体艺术设施
- 广州白云国际会议中心
- 广州白云国际会议中心国际会堂
- 广州体育馆
- 广州市城市规划展览中心
- 广东画院（新址）
- 广州市白云区图书馆（新馆）

### 公园
- 广州市儿童公园

### 教育
- 白云区少年宫
- 民航广州子弟学校
- 广州市白云区民航学校
- 萧岗小学
- 白云区春蕾小学
- 方圆实验小学
- 广州市培英中学附属小学
- 广州市培英中学白云新城校区（在建）
- 广东实验中学云城校区

## 交通

### 主要道路
西南-东北走向
- 云城西路
- 云城东路

西北-东南走向
- 齐富路
- 云城中一路
- 齐心路
- 云城南四路

### 隧道
道路下沉隧道
- 云城西路隧道
- 云城东路隧道
- 云城南四路 - 云城西路隧道

### 公共交通
地铁
2010年，原2号线正式拆解为新2号线及8号线，其中新2号线从三元里站向北延伸，线路途经白云新城并沿中轴线敷设，并在白云新城范围内由南至北设飞翔公园站、白云公园站、白云文化广场站及萧岗站四站。
公交
白云新城内多条道路均设有公交站，并设有两处公交站场（白云文化广场公交站场、地铁飞翔公园公交站场）。